# Palpomyia praeusta
Palpomyia praeusta är en tvåvingeart som först beskrevs av Friedrich Hermann Loew 1869.  Palpomyia praeusta ingår i släktet Palpomyia och familjen svidknott. Inga underarter finns listade i Catalogue of Life.